# (4056) Timwarner
(4056) Timwarner ist ein Hauptgürtelasteroid, der am 22. März 1985 von Ted Bowell vom Lowell-Observatorium aus entdeckt wurde.
Der Asteroid wurde nach dem ermordeten US-amerikanischen Astrophysiker Timothy Warner (1961–1990) benannt.